# 高橋統一
高橋 統一（たかはし とういち、1927年 - 2014年2月18日）は、文化人類学者、東洋大学名誉教授。
1954年東京都立大学 (1949-2011)文化人類学卒、同大学院修士課程修了、74年「宮座の構造と変化 祭祀長老制の社会人類学的研究」で東洋大学社会学博士。1959年東洋大学社会学部講師、助教授、教授、98年定年、名誉教授。

## 著書
- 『文化人類学 展望と課題』敬文堂書店 1957
- 『宮座の構造と変化 祭祀長老制の社会人類学的研究』未来社 1978
- 『村落社会の近代化と文化伝統 共同体の存続と変容』岩田書院 1994
- 『家隠居と村隠居 隠居制と年齢階梯制』岩田書院 1998
- 『神なる王/巫女/神話 人類学から日本文化を考える』岩田書院 2000

### 編著
- 『奄美伝統文化の変容過程 綜合研究 文化人類学的調査』編 国書刊行会 1989

### 記念論文集
- 『性と年齢の人類学 高橋統一先生古稀記念論文集』清水浩昭,芳賀正明,松本誠一編 岩田書院 1998

## 論文
- Cinii